# Microhyla borneensis
Microhyla borneensis és una espècie de granota que viu a Brunei, Indonèsia, Malàisia, Singapur, Tailàndia i, possiblement també, a Myanmar.